# Neu! (album)
Neu! este albumul de debut al trupei de krautrock, Neu!. 
A fost înregistrat în decembrie 1971 la studiourile Windrose-Dumont-Time din Hamburg, Germania, mixat la studioul Star-Musik din Hamburg, Germania și lansat în 1972 prin Brain Records. A fost reeditat de către Astralwerks pe 29 mai 2001. Albumul constituie prima înregistrare împreună a lui Rother și Dinger după plecarea lor din Kraftwerk în 1971.

## Tracklist
1. "Hallogallo" (10:07)
2. "Sonderangebot" (4:51)
3. "Weißensee" (6:46)
4. "Im Glück" (6:52)
5. "Negativland" (9:47)
6. "Lieber Honig" (7:18)

## Componență
- Michael Rother - chitară, chitară bas
- Klaus Dinger - banjo japonez, tobe, chitară